# Metaphycus varius
Metaphycus varius är en stekelart som först beskrevs av Girault 1915.  Metaphycus varius ingår i släktet Metaphycus och familjen sköldlussteklar. Inga underarter finns listade i Catalogue of Life.